# Hypoponera
Hypoponera is een geslacht van vliesvleugelige insecten van de familie Mieren (Formicidae).

## Soorten
- H. abeillei (André, 1881)
- H. agilis (Borgmeier, 1934)
- H. albopubescens (Menozzi, 1939)
- H. aliena (Smith, F., 1858)
- H. angustata (Santschi, 1914)
- H. aprora Bolton & Fisher, 2011
- H. argentina (Santschi, 1922)
- H. assmuthi (Forel, 1905)
- H. austra Bolton & Fisher, 2011
- H. beebei (Wheeler, W.M., 1924)
- H. beppin Terayama, 1999
- H. biroi (Emery, 1900)
- H. blanda Bolton & Fisher, 2011
- H. boerorum (Forel, 1901)
- H. bugnioni (Forel, 1912)
- H. bulawayensis (Forel, 1913)
- H. butteli (Forel, 1913)
- H. camerunensis (Santschi, 1914)
- H. ceylonensis (Mayr, 1897)
- H. clavatula (Emery, 1906)
- H. coeca (Santschi, 1914)
- H. collegiana (Santschi, 1925)
- H. comis Bolton & Fisher, 2011
- H. confinis (Roger, 1860)
- H. congrua (Wheeler, W.M., 1934)
- H. convexiuscula (Forel, 1900)
- H. creola (Menozzi, 1931)
- H. decora (Clark, 1934)
- H. defessa Bolton & Fisher, 2011
- H. dema Bolton & Fisher, 2011
- H. dis Bolton & Fisher, 2011
- H. distinguenda (Emery, 1890)
- H. dulcis (Forel, 1907)
- H. eduardi

Zuideuropese compostmier (Forel, 1894)
- H. elliptica (Forel, 1900)
- H. emeryi (Donisthorpe, 1943)
- H. eutrepta (Wilson, 1958)
- H. exigua Bolton & Fisher, 2011
- H. exoecata (Wheeler, W.M., 1928)
- H. faceta (Menozzi, 1931)
- H. faex Bolton & Fisher, 2011
- H. fatiga Bolton & Fisher, 2011
- H. fenestralis (Gallardo, 1918)
- H. fiebrigi (Forel, 1908)
- H. foeda (Forel, 1893)
- H. foreli (Mayr, 1887)
- H. gibbinota (Forel, 1912)
- H. gracilicornis (Menozzi, 1931)
- H. grandidieri (Santschi, 1921)
- H. hawkesi Bolton & Fisher, 2011
- H. hebes Bolton & Fisher, 2011
- H. herbertonensis (Forel, 1915)
- H. idelettae (Santschi, 1923)
- H. ignavia Bolton & Fisher, 2011
- H. ignigera (Menozzi, 1927)
- H. iheringi (Forel, 1908)
- H. importuna Bolton & Fisher, 2011
- H. inaudax (Santschi, 1919)
- H. indigens (Forel, 1895)
- H. inexorata (Wheeler, W.M., 1903)
- H. jeanneli (Santschi, 1935)
- H. jocosa Bolton & Fisher, 2011
- H. johannae (Forel, 1891)
- H. juxta Bolton & Fisher, 2011
- H. lamellosa (Forel, 1907)
- H. lassa Bolton & Fisher, 2011
- H. lea (Santschi, 1937)
- H. leninei (Santschi, 1925)
- H. lepida Bolton & Fisher, 2011
- H. longiceps (Forel, 1913)
- H. ludovicae (Forel, 1892)
- H. lumpurensis (Forel, 1907)
- H. mackayensis (Forel, 1900)
- H. macradelphe (Wilson, 1958)
- H. madecassa (Santschi, 1938)
- H. malayana (Wheeler, W.M., 1929)
- H. menozzii (Santschi, 1932)
- H. meridia Bolton & Fisher, 2011
- H. mixta Bolton & Fisher, 2011
- H. molesta Bolton & Fisher, 2011

- H. monticola (Mann, 1921)
- H. natalensis (Santschi, 1914)
- H. neglecta (Santschi, 1923)
- H. nippona (Santschi, 1937)
- H. nitidula (Emery, 1890)
- H. nivariana (Santschi, 1908)
- H. nubatama Terayama & Hashimoto, 1996
- H. obtunsa Bolton & Fisher, 2011
- H. occidentalis (Bernard, 1953)
- H. odiosa Bolton & Fisher, 2011
- H. opaciceps (Mayr, 1887)
- H. opacior (Forel, 1893)
- H. orba (Emery, 1915)
- H. pallidula (Emery, 1900)
- H. papuana (Emery, 1900)
- H. parva (Forel, 1909)
- H. perparva Bolton & Fisher, 2011
- H. perplexa (Mann, 1922)
- H. petiolata (Bernard, 1953)
- H. pia (Forel, 1901)
- H. producta Bolton & Fisher, 2011
- H. pruinosa (Emery, 1900)
- H. pulchra Bolton & Fisher, 2011
- H. punctatissima

Gewone compostmier (Roger, 1859)
- H. punctiventris (Emery, 1901)
- H. pygmaea (Forel, 1907)
- H. quaestio Bolton & Fisher, 2011
- H. queenslandensis (Forel, 1900)
- H. ragusai (Emery, 1894)
- H. rectidens (Clark, 1934)
- H. regis Bolton & Fisher, 2011
- H. reichenspergeri (Santschi, 1923)
- H. rigida Bolton & Fisher, 2011
- H. sabronae (Donisthorpe, 1941)
- H. sakalava (Forel, 1891)
- H. sauteri Onoyama, 1989
- H. scitula (Clark, 1934)
- H. schmalzi (Emery, 1896)
- H. schwebeli (Forel, 1913)
- H. segnis Bolton & Fisher, 2011
- H. silvestrii (Donisthorpe, 1947)
- H. sinuosa (Bernard, 1953)
- H. siremps (Forel, 1901)
- H. sororcula (Wilson, 1958)
- H. spei (Forel, 1910)
- H. stoica (Santschi, 1912)
- H. sulcatinasis (Santschi, 1914)
- H. sulciceps (Clark, 1928)
- H. surda Bolton & Fisher, 2011
- H. taprobanae (Forel, 1913)
- H. tecta Bolton & Fisher, 2011
- H. tenella (Emery, 1901)
- H. traegaordhi (Santschi, 1914)
- H. transvaalensis (Arnold, 1947)
- H. trigona (Mayr, 1887)
- H. tristis Bolton & Fisher, 2011
- H. truncata (Smith, F., 1860)
- H. turaga (Mann, 1921)
- H. ursa (Santschi, 1924)
- H. vanreesi (Forel, 1912)
- H. venusta Bolton & Fisher, 2011
- H. vernacula (Kempf, 1962)
- H. viri (Santschi, 1923)
- H. vitiensis (Mann, 1921)
- H. wilsoni (Santschi, 1925)
- H. zwaluwenburgi (Wheeler, W.M., 1933)